# Kariera Dorothy Dandridge
Kariera Dorothy Dandridge (w Polsce znany także pod tytułem: Wschodząca gwiazda) – amerykański film biograficzny z 1999 robiony dla telewizji na podstawie książki Earla Millsa.

## Główne role
- Halle Berry - Dorothy Dandridge
- Brent Spiner - Earl Mills
- Klaus Maria Brandauer - Otto Preminger
- Obba Babatundé - Harold Nicholas
- Loretta Devine - Ruby Dandridge
- Cynda Williams - Vivian Dandridge